# 狭腔芹
狭腔芹（学名：Stenocoelium athamantoides）是伞形科狭腔芹属的植物。分布于俄罗斯以及中国大陆的新疆等地，生长于海拔2,150米的地区，多生长在山区砾石质山坡上，目前尚未由人工引种栽培。